# Carl Hoppe
Carl Hoppe (* 15. Juni 1812 in Naumburg (Saale); † 1. Februar 1898 in Berlin) war ein deutscher Ingenieur und Unternehmer. 

## Leben
Carl Hoppe war der Sohn eines Dompredigers. Nach dem Besuch des Gymnasiums in Schulpforta besuchte er ab 1829 die Gewerbeschule in Naumburg. Ab 1832 studierte er am Königlichen Gewerbeinstitut Berlin Ingenieurwissenschaften, insbesondere Maschinenbau. 1834 begann er seine berufliche Laufbahn als Konstrukteur bei dem Berliner Unternehmen F. A. Egells, wo er insgesamt zehn Jahre beschäftigt war. 1844 gründete er mit einem Kompagnon die Firma Lindner & Hoppe, die sich auf den Bau von kleinen Dampfmaschinen und Lokomobilen spezialisierte und die er nach zwei Jahren unter dem Namen C. Hoppe allein weiterführte. Das Unternehmen wuchs von anfänglich 12 Arbeitern auf 600 Mitarbeiter, davon 60 Ingenieure, zum Zeitpunkt von Hoppes Tod. 1848 zog das Unternehmen von der Köpnicker Straße in die Gartenstraße um. Dort ließ Hoppe auf einem Nachbargrundstück 72 Arbeiterwohnungen errichten.
Carl Hoppe war seit 1838 mit Caroline (oder Carolina) Friederike Dorothea, geborene Höpfner, verwitwete Borstein, verheiratet. Das Ehepaar hatte vier Söhne und vier Töchter.